# Чорний Анатолій Володимирович
Анато́лій Володи́мирович Чо́рний — полковник, Державна прикордонна служба України, учасник російсько-української війни.

## З життєпису
Станом на жовтень 2016-го — заступник начальника регіонального управління, Азово-Чорноморське регіональне управління ДПСУ.
Станом на листопад 2018-го — заступник начальника регіонального управління, Західне регіональне управління ДПСУ.

## Нагороди
21 серпня 2014 року — за особисту мужність і героїзм, виявлені у захисті державного суверенітету та територіальної цілісності України, вірність військовій присязі під час російсько-української війни, відзначений — нагороджений орденом Богдана Хмельницького 3 ступеня.